# Sonnenfinsternis vom 1. Juli 2011
Bei der Sonnenfinsternis vom 1. Juli 2011 handelte es sich um eine sehr „kleine“  partielle Finsternis. Die Erde wurde über dem Meer zwischen Antarktis und Afrika vom Halbschatten des Mondes nur gestreift. In Südafrika selbst war nichts von dieser Mini-Finsternis zu sehen, bei der maximal nur 3 % der Sonnenscheibe bedeckt wurden.
Sie war die letzte einer Reihe des Semesterzyklus, zu der als vorletzte die Sonnenfinsternis vom 4. Januar 2011 gehörte. Durch die Sonnenfinsternis vom 1. Juni 2011 hatte bereits eine nächste Reihe des Semesterzykus begonnen.
Mit der  Finsternis vom 1. Juli begann die Reihe Nummer 156 des sogenannten  Auslesezyklus Saros (kurz: der Saros-Zyklus 156), der im Abstand von 18,03 Jahren insgesamt 69 Finsternisse umfassen wird. Seine folgenden sieben Finsternisse werden zwar ebenfalls partiell sein, doch wird die Bedeckung immer weiter zunehmen, bis schließlich der Kernschatten des Mondes die Erde trifft. Die neunte Finsternis am 26. September 2155 wird dann die erste von insgesamt 52 ringförmigen Sonnenfinsternissen des Saros 156 sein. An seinem Ende werden bis zum 14. Juli 3237 noch einmal neun partielle Sonnenfinsternisse folgen.
Der Abstand zur vorherigen Finsternis vom 1. Juni war der kürzestmögliche Abstand zwischen zwei Sonnen- oder Mondfinsternissen. Sonnenfinsternisse bei direkter Folge zweier Neumonde sind der „ideale Rahmen“ für eine Mondfinsternis hoher Totalität. Eine solche fand mit 100 Minuten Totalität während des Vollmonds zwischen den beiden Sonnenfinsternissen statt, also am 15. Juni 2011. In Mitteleuropa ging der Mond bereits verfinstert auf, die Totalität war hier nicht in voller Dauer beobachtbar.